# جو دندي
جو دندي (بالإنجليزية: Joe Dundee)‏ مواليد 06 أغسطس 1903 في روما - الوفاة 31 مارس 1982 في بالتيمور، كان ملاكم أمريكي سابق صنّف ضمن فئة وزن الوسط.

## إحصائيات
خاض خلال مسيرته 126 نزالا، فاز في 90 وتعادل في 11 وخسر في 23. فاز بالضربة القاضية في 22 نزالا.

## روابط خارجية
- جو دندي على موقع بوكس ريك (الإنجليزية) (registration required)